# 克雷默斯魏爾湖

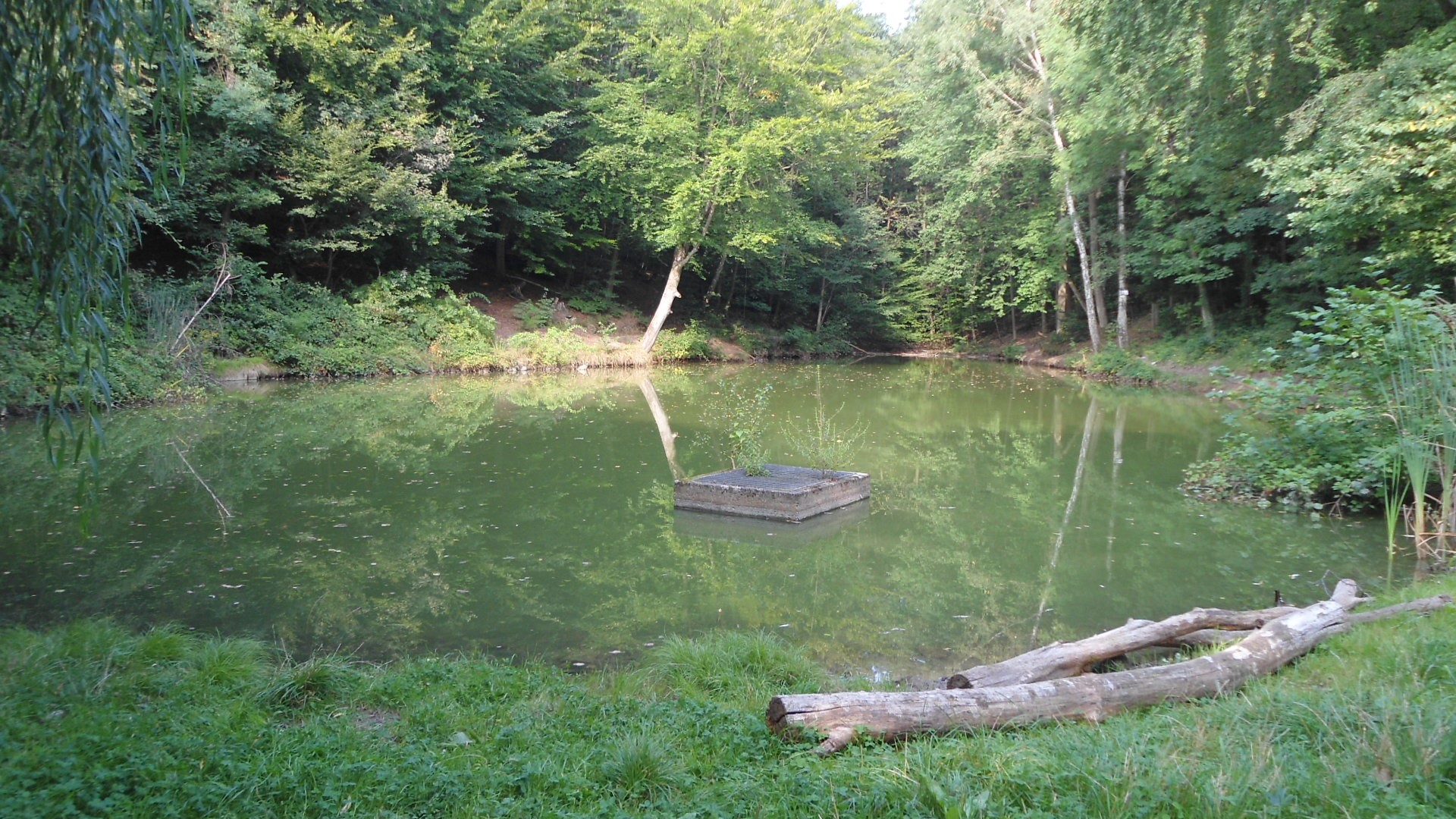

49°15′6.5″N 7°0′26.4″E / 49.251806°N 7.007333°E
克雷默斯魏爾湖（德語：Krämersweiher），是德國的湖泊，位於該國西南部，由薩爾蘭州負責管轄，處於薩爾布魯根，長0.08公里、寬0.03公里，面積0.01平方公里，海拔高度220米。